# Pogány Lajos (festő)
Zilahi Pogány Lajos (született Posner Lajos Ferenc) (Tasnád, 1873. április 15. – Budapest, Ferencváros, 1941. június 23.) magyar festőművész, okleveles rajztanár.

## Élete
Posner Mór és Löwinger Sára (Seindel) fiaként született zsidó családban. Tanulmányait Budapesten Lotz Károly iskolájában végezte, majd Münchenben Lenbachnál és Párizsban a Julian Akadémián képezte magát. 1900-tól 1911-ig Londonban dolgozott, ahol arcképeket festett. 1912 és 1914 között Bécsben készítette el híres emberek portréit, többek között operettkomponistákét, úgymint Lehár Ferenc, Leo Fall, Oscar Straus és Kálmán Imre. Németországban is több híres ember embernek festette meg portréját, köztük Hugo von Hofmannsthalét is. Dolgozott 1915-ben Esztergomban, 1918-tól Budapesten, 1925-ben Békéscsabán, 1926-ban Nyíregyházán, majd 1929-ben Pápán. A budapesti Kossuth Lajos utca és Károly körút sarkán, valamint a Nyugati pályaudvarnál 1928-ban felállított Elida-hirdetőoszlopokon szereplő művészi kivitelű olajfestésű ábrák és szövegek, melyek az Elida illatszergyár piperekészitményeit hirdették, szintén az ő művei voltak. 1940 előtt Kaposváron lakott, a Teleki utcában, majd ismeretlen helyre költözött, s több tucat másik személlyel együtt ellene is körözést adtak ki adótartozás miatt. Halálát szívizomelfajulás okozta.
1910. november 6-án Budapesten, a Terézvárosban már elvált férfiként nőül vette Rosenfeld Jankát. Harmadik felesége a nála tíz évvel fiatalabb Berger Elza (Erzsébet) zongoratanárnő volt, akivel 1937. augusztus 14-én kötött házasságot, Kaposvárott.